# Jean Jouvenet

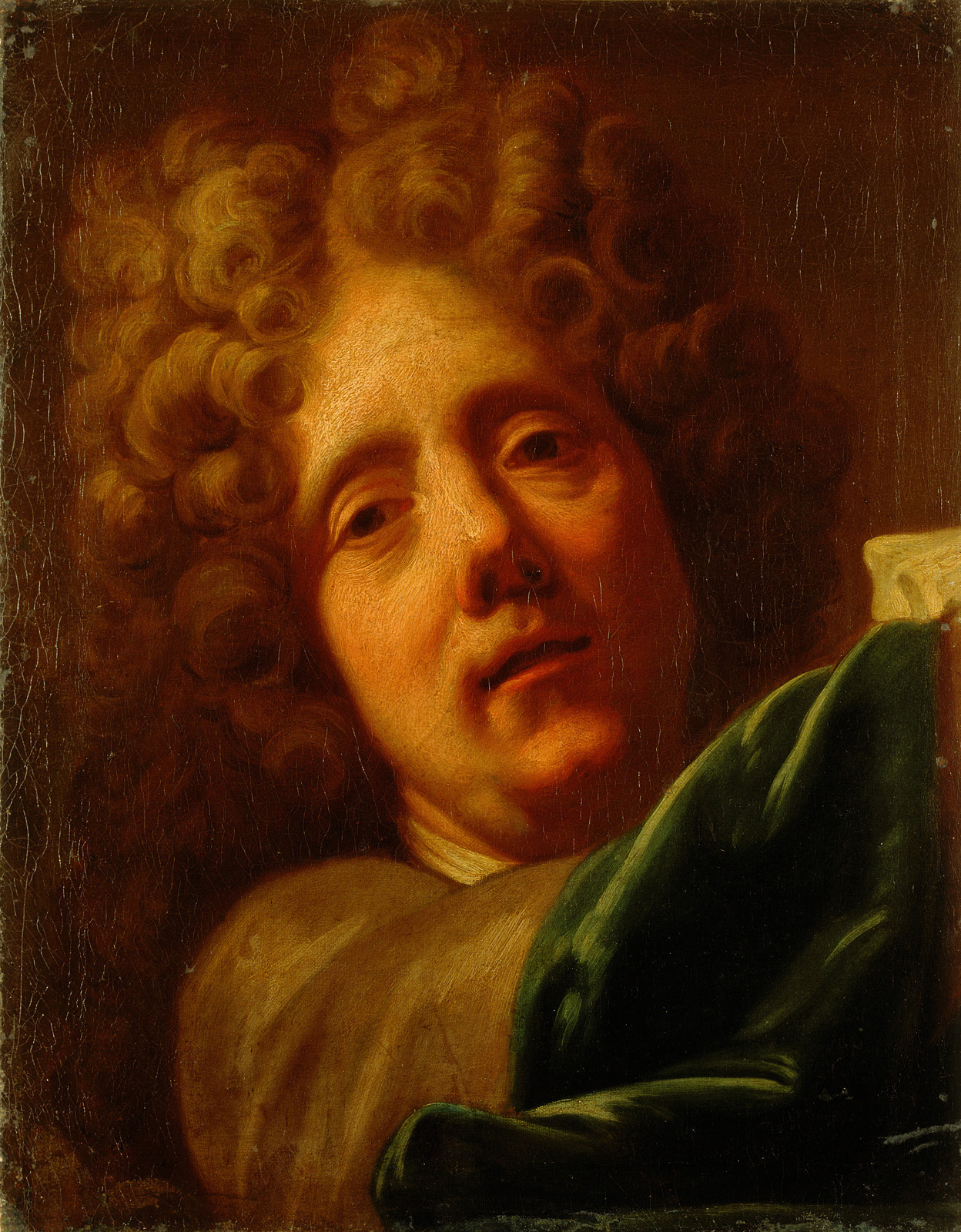
Jean Jouvenet: Selbstporträt

Jean-Baptiste Jouvenet (* 1644 in Rouen; † 5. April 1717 in Paris) war ein französischer Maler des Klassizismus. Er ist einer der Hauptvertreter der religiösen Malerei in Frankreich. 

## Leben
Er war der bedeutendste Vertreter einer in Rouen ansässigen Familie von Malern und Bildhauern. Im Jahr 1661 trat er in Paris in die Werkstatt von Charles Le Brun ein und wurde von ihm ab mindestens 1669 bei der Ausstattung von mehreren Schlössern, wie dem (Palais des Tuileries, dem Schloss Saint-Germain-en-Laye und dem Versailles) beschäftigt. 
Ab 1685 schuf Jean Jouvenet hauptsächlich Gemälde mit religiösen Themen für Kirchen und Klöster in Paris und in der Provinz, aber auch mehrere große mythologische Werke für das Große Trianon in Versailles sowie die Schlösser von Marly und Meudon. 
Der Maler war zwischen 1694 und 1709 maßgeblich beteiligt an den Ausstattungen des Parlamentes von Rennes sowie der heute etwas missverständlich Invalidendom genannten Chapelle Royale des Hôtel des Invalides in Paris und der Schlosskapelle in Versailles. Ferner entwarf er zahlreiche Kartons für Bildwirkereien, vornehmlich für die Pariser Gobelin-Manufaktur. 
Eine Lähmung zwang ihn, in den letzten Lebensjahren mit der linken Hand zu malen. Er starb am 5. April 1717 in Paris und wurde daselbst in der Kirche St-Sulpice de Paris bestattet.

## Werke (Auswahl)
- ????: Der Heilige Bruno im Gebet (Stockholm)
- ????: Siegesgöttin, von Herkules gestützt (Versailles, Schloss, Salon de Mars)
- 1690: Ludwig XIV. heilt die Skrofulösen (Saint-Riquier, Klosterkirche)
- 1697: Kreuzabnahme (Paris, Louvre)
- 1701: Apollo und Thetis (Versailles, Trianon)
- 1706: Die Auferstehung des Lazarus (Paris, Louvre)
- 1706: Der wundersame Fischzug (Paris, Louvre)
- 1708: Der Heilige Ludwig pflegt die Verwundeten nach der Schlacht von Mansourah (Versailles, Palastkapelle)

## Galerie

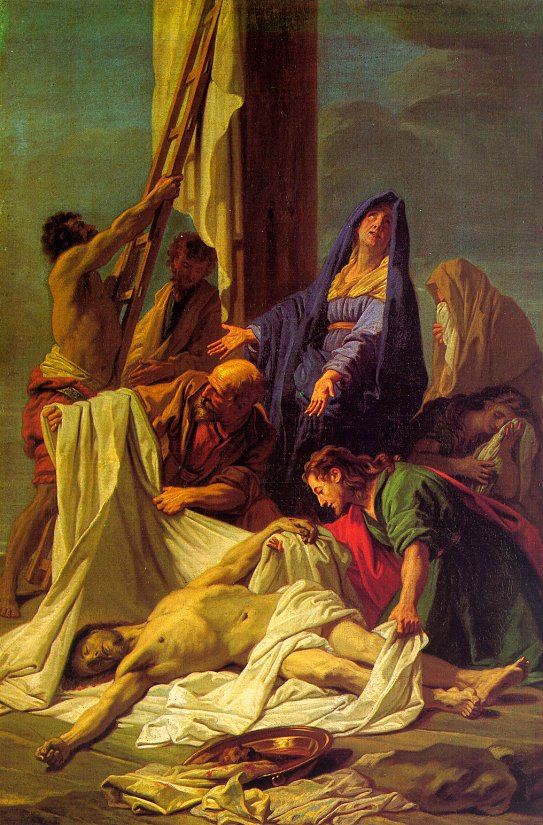
Kreuzabnahme Eremitage St. Petersburg
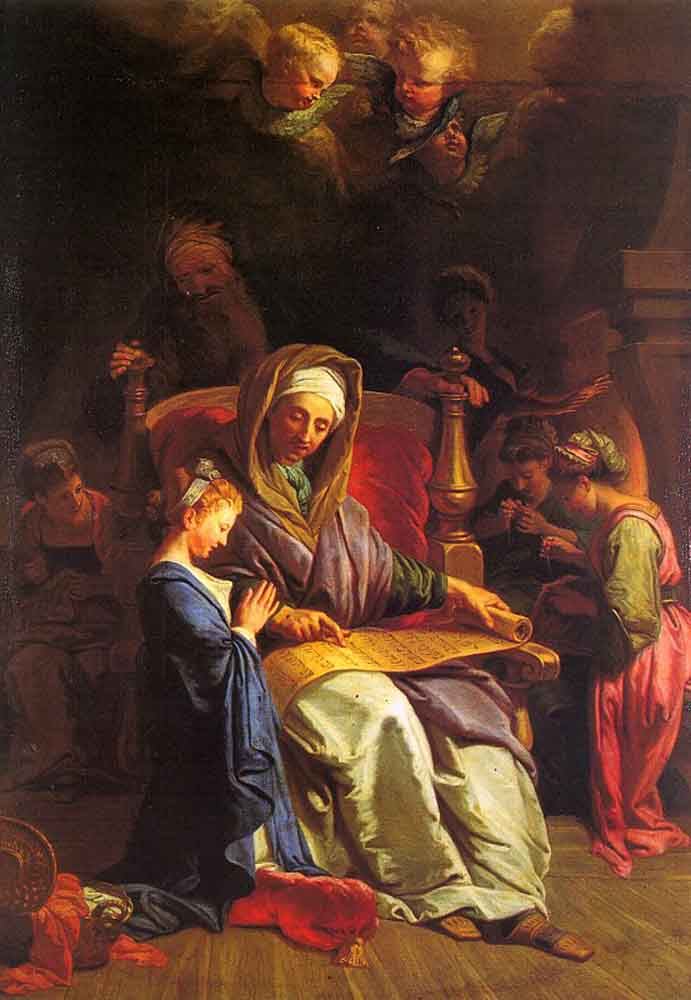
Die Erziehung der Jungfrau Uffizien Florenz
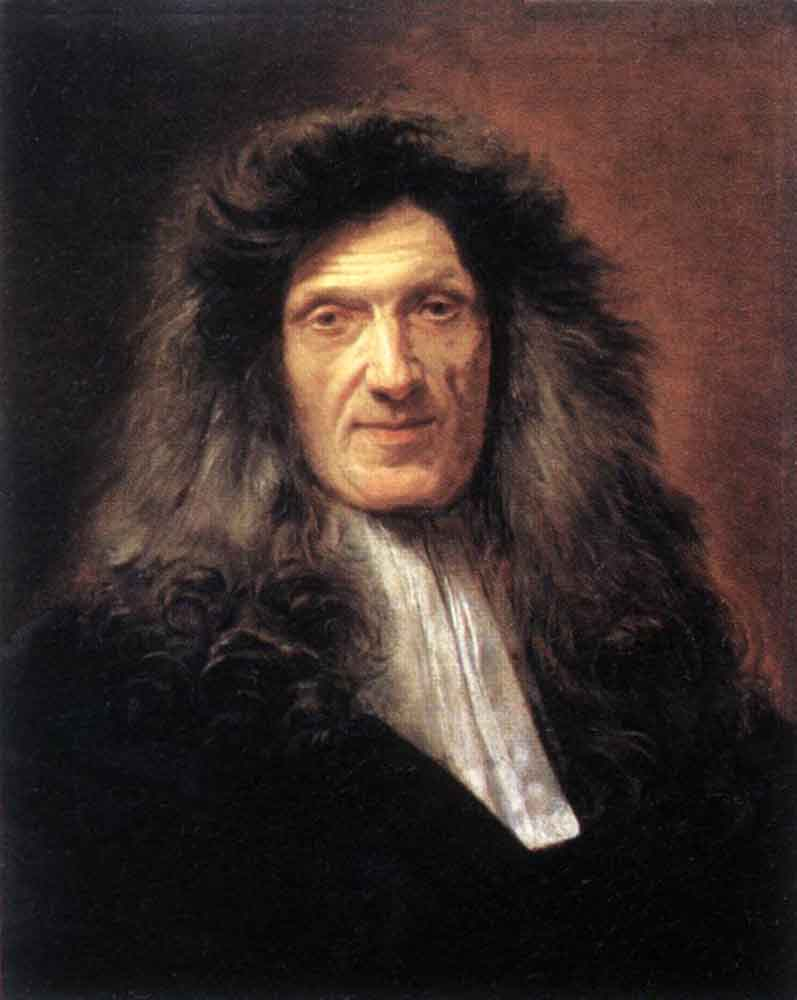
Porträt Dr Raymond Finot Musée du Louvre Paris
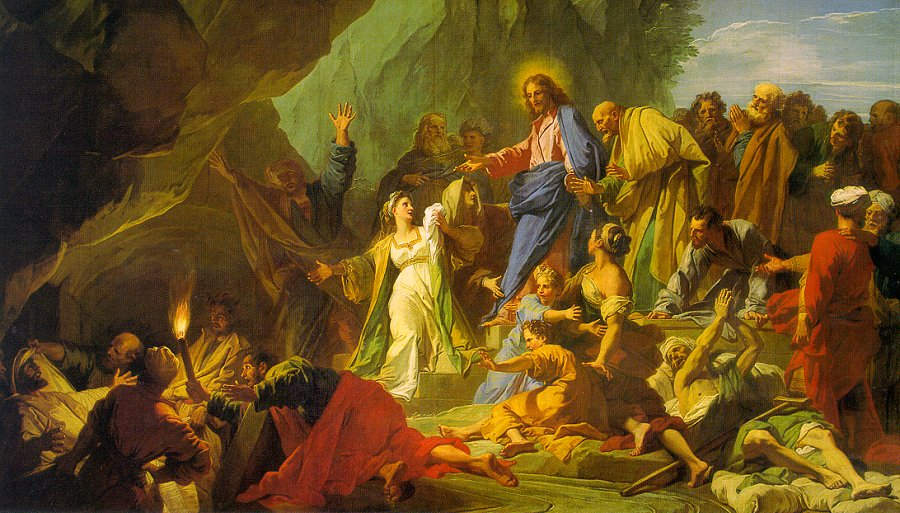
Die Auferstehung des Lazarus Musée du Louvre Paris